# Distretto di Verchnjadzvinsk
Il distretto di Verchnjadzvinsk (in bielorusso Верхнядзвінскі раён?) è un distretto (raën) della Bielorussia appartenente alla regione di Vicebsk.